# رايموند بي رودجرز
رايموند بي رودجرز (بالإنجليزية: Raymond P. Rodgers)‏ هو ضابط أمريكي، ولد في 20 ديسمبر 1849 في واشنطن العاصمة في الولايات المتحدة، وتوفي في 28 ديسمبر 1925 في مونت كارلو في موناكو.